# 146-й гвардійський винищувальний авіаційний полк (СРСР)
146-й гвардійський винищувальний авіаційний полк ППО імені 60-річча ВЛКСМ (146 гв. ВАП) — військова частина Військово-повітряних сил Збройних Сил СРСР. Полк брав участь у бойових діях під час німецько-радянської війни. Після розпаду СРСР полк увійшов до складу ВПС України.

## Назви полку
За час свого існування полк неодноразово змінював свої назви:
- 35-й вининищувальний авіаційний полк ППО (20.07.1941 р.);

- 419-й винищувальний авіаційний полк ППО(13.08.1941 р.);

- 35-й винищувальний авіаційний полк ППО (15.08.1941 р.);

- 487-й винищувальний авіаційний полк ППО (28.09.1941 р.);

- 146-й гвардійський винищувальний авіаційний полк ППО (09.10.1943 р.);

- 146-й гвардійський винищувальний авіаційний полк ПВО імені 60-річча ВЛКСМ (1978 р.);

- 146-й гвардійський винищувальний авіаційний полк ВПС України;

## Переформування полку
1 червня 1993 року, полк був розформований. На його аеродром базування був переміщений 92-й винищувальний авіаційний полк.

## Командування полку
Гвардії майор Фьодоров Іван Федорович, 10 жовтня 1943 — 12 вересня 1943 року.
Гвардії майор, підполковник Гришков Микола Калинникович, 1 листопада 1943—1949 року.

## Участь в операціях
Полк виконував завдання по захисту та допомозі:
- ППО Воронезького корпусного району
- ППО Курського корпусного району,
- ППО Київського корпусного району,
- ППО Центрального фронту,
- ППО Воронезького фронту,
- ППО Степового фронту,
- ППО 2-го Українського фронту,
- ППО 1-го Українського фронту,
- ППО 1-го Білоруського фронту,
- Битва за Дніпро,
- Корсунь-Шевченківська операція,
- Рівненсько-Луцька операція.

## Герої полку
- Калюжний Павло Павлович, гвардії майор, командир ескадрилії 146-го гвардійського винищувального авіаційного полку. 29 березня 1944 року удостоєний звання Герой Радянського Союзу. Золотая Зірка № 3176.
- Терновий Борис Якович, гвардії майор, командир ескадрильї 146-го гвардійського винищувального авіаційного полку. 18 серпня 1945 року удостоєний звання Герой Радянського Союзу. Золотая Зірка № 8603.

## Статистика бойових дій
| Виконано бойових вильотів | Проведено повітряних боїв | Збито ворожих літаків |
| ------------------------- | ------------------------- | --------------------- |
| 13844                     | 318                       | 118                   |

Власні втрати:
| Втрачено літаків, загалом | Загинуло льотчиків загалом |
| ------------------------- | -------------------------- |
| 34                        | 16                         |

## Літаки на озброєнні
| Роки              | Літаки                    |
| ----------------- | ------------------------- |
| 1941 — 1943       | МіГ3                      |
| 1943 — 1944       | Як-1                      |
| 1944 — 1945       | Як-7                      |
| 1945 — 1950       | Як-9                      |
| 1950 — 1952       | Bell P-39 Airacobra       |
| 1952 — 1957       | МіГ-15                    |
| 1956 — 1974       | МіГ-19                    |
| 1956 — 1967       | Як-25 М                   |
| 12.06.1974 — 1992 | МіГ-25 різних модифікацій |

## Аеродроми базування
| Роки              | Місце базування             |
| ----------------- | --------------------------- |
| 01.1944 — 05.1945 | Ніжин, Чернігівська область |
| 05.1945 — 1950    | Бровари, Київська область   |
| 1950 — 1992       | Васильків, Київська область |